# Malfelis
Malfelis — вимерлий рід гієнодонтових ссавців. Скам'янілості знайдено в таких країнах: США (Вайомінг). Описано такі види: Malfelis badwaterensis.